# Учалы
Учалы́ (баш. МФА: Учалыо файле) — город в Республике Башкортостан Российской Федерации, административный центр Учалинского района. Образует городское поселение город Учалы.

## Этимология
Город назван по имени близлежащих озёр Большие Учалы и Малые Учалы. Про происхождение названия озера существует несколько версий.
Башкирское «учалы» переводится как «отомстил» (баш. үс алды). По легенде, в этом месте в конце XIV века Тамерлан, воюя с золото-ордынским ханом Тохтамышем, вырезал кочевья южно-уральских башкир, поддержавших Тохтамыша (см. Битва на реке Кондурче). Территория тогда находилась в составе Сибирского ханства.
Башкирские геологи полагают, что название Учалы произошло от слова «юшалы», а «юша» — обобщённое башкирское название цветной гаммы горных песчано-глинистых отложений. Эти разноцветные глинисто-охристые породы в старину использовались для выработки красок. Но вполне возможно, что «юшалы» — видоизменённое звучание «юша» (яшма, яшмовая). Это вполне исторически обоснованно, так как через Учалинский район проходит яшмовый пояс Урала.

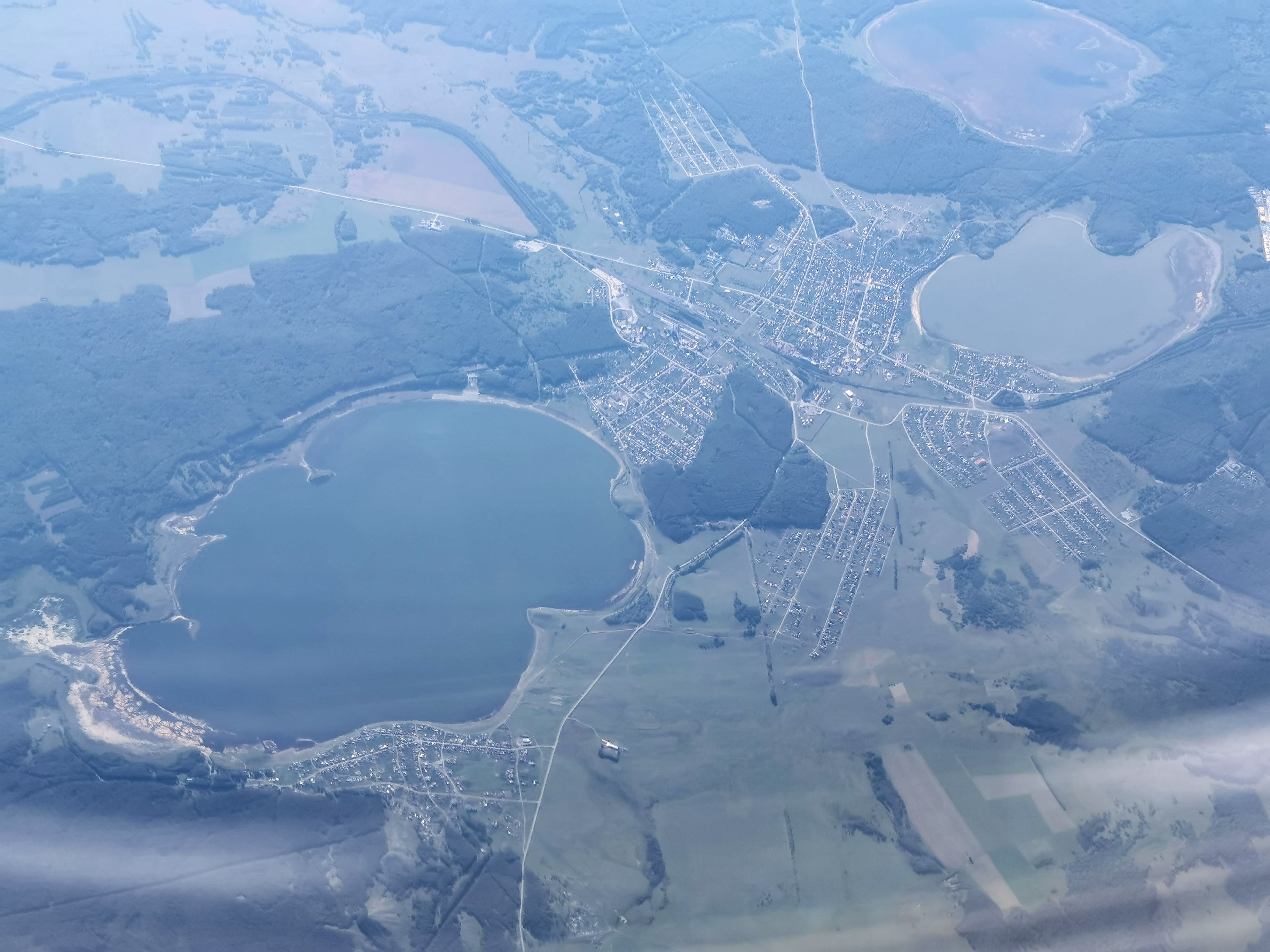
Учалы с высоты 11000 метров (снимок сделан из самолета)

Также в качестве источника названия озера приводится башкирское слово «ачулы» — гневный.

## История

### Древняя история
В черте города обнаружена древняя стоянка Малые Учалы-II. Более 6 тысяч лет назад на высокой обрывистой скале племя рыболовов вырубило в камне котлован для жилья. Он сверху перекрыт брёвнами, внутри сооружён очаг, вокруг которого обнаружены фрагменты сосудов из глины и различные орудия из яшмы, кремня, горного хрусталя и топаза.

### Российская империя
Территория будущего города по указу от 10 апреля 1798 г. вошла в состав Тамьян-Катайского кантона.

### Первые советские пятилетки 1922—1941
В 1930 году село Учалы стало центром образованного Учалинского района. В конце 30-х гг. XX века в результате разведочных работ на Учалинском месторождении было установлено, что его железная шляпа имеет высокое содержание золота. В 1940 году старатели из ближайших деревень организовали артель и начали строить рудник на берегу озера Малые Учалы. Золотосодержащая руда залегала в 2—4 метрах от поверхности, поэтому добыча шла открытым способом. Работа велась вручную — кувалдой, кайлом, ломом. Руду возили в село Буйда. В 1941 году был организован самостоятельный Учалинский рудник с подчинением тресту «Башзолото».

### Посёлок Учалы в годы оттепели
В 1954 году село должно было войти в состав так и не образованной Магнитогорской области.
Для строительства горно-обогатительного комбината и населённого пункта при нём в 1955 году был создан строительный трест № 146 (управляющий В. Базилевский, главный инженер А. Александров).
На первом этапе (1955 — сентябрь 1958) потребовалось создание транспортной инфраструктуры, поскольку ближайшие железнодорожные линии располагались на расстоянии более ста километров в Магнитогорске и Миассе. Перевалочная база для строительства была создана в Миассе. К концу сентября 1958 года железная дорога оттуда была подведена. С этого времени строительство обогатительной фабрики, рудника и жилья пошло быстрыми темпами.
Третий этап (1961—1963) вызван решением ЦК ВЛКСМ в 1961 году придать строительству фабрики статуса ударной комсомольско-молодёжной стройки. Работам по возведению комбината и посёлка был придан новый импульс. Приоритет в строительстве был отдан производству. Были построены школа, детский сад, медпункт. В. Базилевского на посту управляющего трестом сменил А. Зубов. При нём активнее велось строительство жилья (двухэтажные восьмиквартирные дома, общежития барачного типа, сборные щитовые домики). К концу 1962 года рудничный городок достаточно вырос. В результате ему были административно подчинены населённые пункты Малые Учалы, Миндяк, Буйда, Учалы. Общая численность населения нового административного центра достигла 20 тысяч жителей. Появилась необходимость придания Учалам городского статуса, что означало, в свою очередь, улучшение централизованного финансирования. В феврале 1963 года Президиум Верховного Совета РСФСР вынес постановление о присвоении посёлку Учалы городского статуса. На базе посёлков Малые и Новые Учалы 1 февраля 1963 года появился город Учалы. Через месяц с небольшим состоялась первая сессия Учалинского городского совета депутатов трудящихся.
Четвёртый этап (1963 — март 1968). 14 марта 1968 года была сдана в эксплуатацию первая очередь обогатительной фабрики.
В 1975 году архитектором «Башкиргражданпроекта» С. Г. Шабиевым (Деканом ЮУрГУ) разрабатывается проект детальной планировки города Учалы.

### Современность
В 2008 году было подписано соглашение о строительстве совместно с Чехией в Учалинском районе известково-цементного комбината рядом с деревней Каипкулово, инициатором данного проекта был бизнесмен Юрий Васильев. Запуск комбината должен был дать 2000 рабочих мест. Неподалёку от новостройки, расположенной между Белорецком и Учалами, для персонала намечено было возвести жилой микрорайон с объектами соцкультбыта. Строительство предприятия заморожено по инициативе чешских инвесторов.

## География

### Физико-географическое положение
Расположен в восточной части республики, среди озёр на восточных отрогах хребта Уралтау, являющегося рубежом между Европой и Азией. Город расположен в восточных отрогах хребта Уралтау, в долине между горами Таштбиек (высота 719.4 метров), Олатау (653 метра) и Кокбаш (Лысая), вблизи истока реки Урал (Яик) (10 км), озёр Карагайлы и Учалы. Площадь — 56 км².

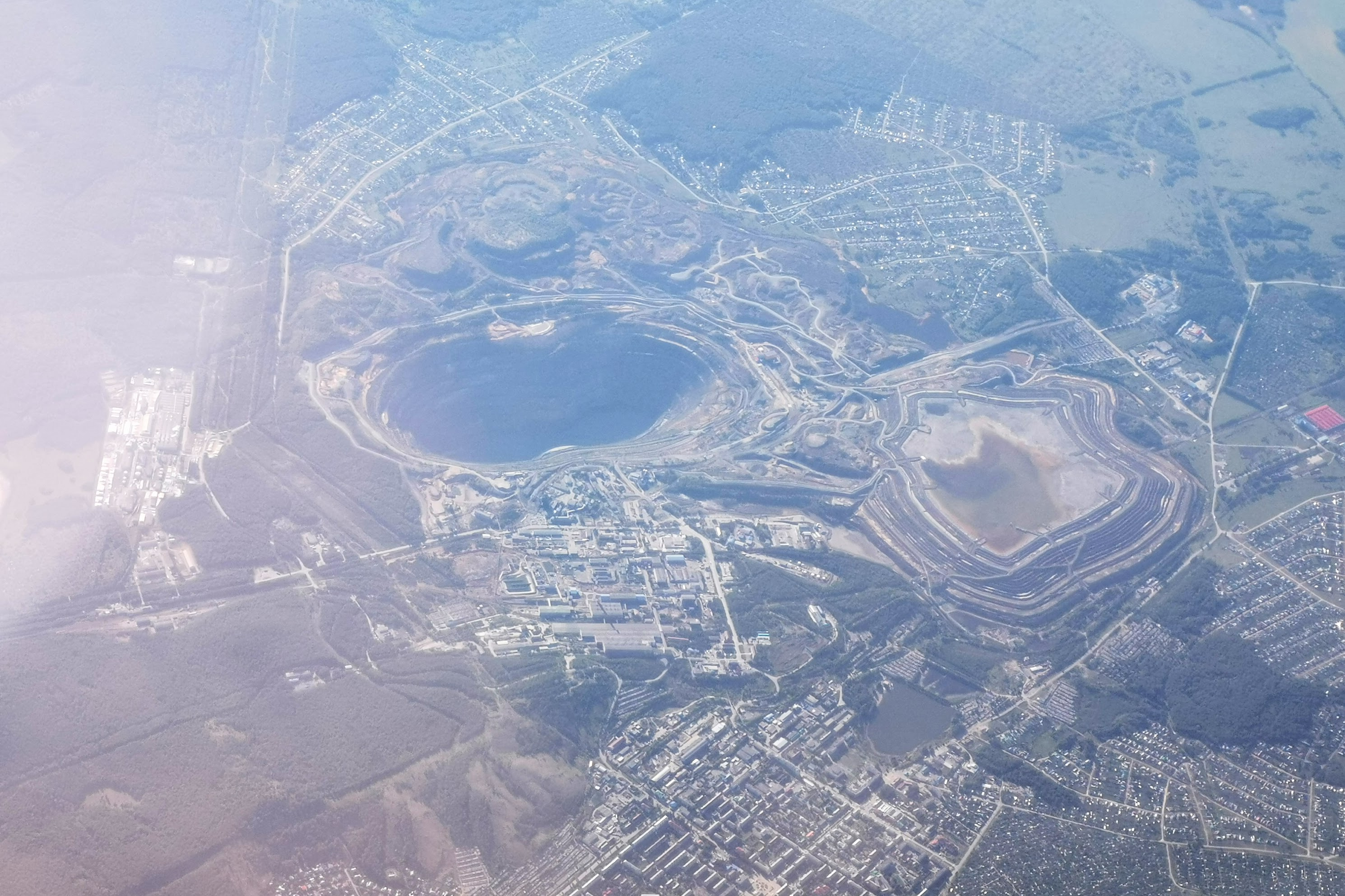
АО «Учалинский ГОК» с высоты (снимок сделан из самолета)

### Часовой пояс
Учалы находится в часовой зоне МСК+2. Смещение применяемого времени относительно UTC составляет +5:00.

## Население
| 1959    | 1967    | 1970    | 1979    | 1989    | 1992    | 1996    | 1998    | 2000    | 2001    |
| ------- | ------- | ------- | ------- | ------- | ------- | ------- | ------- | ------- | ------- |
| 11 300  | ↗18 000 | ↗22 237 | ↗27 591 | ↗32 317 | ↗34 200 | ↗37 500 | ↗37 700 | ↗38 200 | ↘37 600 |
| 2002    | 2003    | 2005    | 2006    | 2007    | 2008    | 2009    | 2010    | 2011    | 2012    |
| ↘37 196 | ↗37 200 | ↗37 900 | ↗38 300 | ↗38 800 | ↗39 323 | ↗39 623 | ↘37 788 | ↗37 800 | ↗37 829 |
| 2013    | 2014    | 2015    | 2016    | 2017    | 2018    | 2019    | 2020    | 2021    | 2022    |
| ↘37 762 | ↘37 681 | ↘37 480 | ↗37 516 | ↗37 715 | ↗37 933 | ↘37 710 | ↗37 898 | ↘36 175 | ↗38 157 |
| 2023    | 2024    | 2025    |         |         |         |         |         |         |         |
| ↘36 198 | ↘36 121 | ↘35 915 |         |         |         |         |         |         |         |

На 1 января 2025 года по численности населения город находился на 420-м месте из 1124 городов Российской Федерации.

### Национальный состав
По итогам переписи населения 2020 года проживали следующие национальности (национальности менее 0,1 % и другое см. в сноске к строке «Другие»):
| Национальность | Численность, чел. | Доля     |
| -------------- | ----------------- | -------- |
| Башкиры        | 20 553            | 56,82 %  |
| Русские        | 9320              | 25,76 %  |
| Татары         | 5414              | 14,97 %  |
| Узбеки         | 98                | 0,27 %   |
| Казахи         | 81                | 0,22 %   |
| Украинцы       | 79                | 0,22 %   |
| Азербайджанцы  | 52                | 0,14 %   |
| Чуваши         | 47                | 0,13 %   |
| Другие         | 531               | 1,47 %   |
| Итого          | 36 175            | 100,00 % |

### Языковой состав
Согласно Всероссийской переписи населения 2010 года родными языками населения являлись:
башкирский — 46,8 %, русский — 34,8 %, татарский — 16,3 %.

## Экономика
- Учалинский горно-обогатительный комбинат[31], дочернее предприятие Уральской горно-металлургической компании.
- Завод «Николь-Пак», дочернее предприятие ПАО «Технониколь» (производство бумаги и картона)[32].
- ООО «Уралташ».
- ПАО «Уральские камни» (добыча и обработка гранита)[33].
- Завод железобетонных изделий.
- Швейная фабрика.
- Маслозавод.
- Сангалыкский диоритовый карьер, дочернее предприятие ПАО «Национальная нерудная компания»[34].
- Башкирская золотодобывающая компания, дочернее предприятие Уральского горно-металлургического комбината.
- Предприятие «Баштальк».
- Учалинская городская типография.
- Учалинский узел связи, дочернее предприятие ПАО «Башинформсвязь»(входит в состав компании «Ростелеком»)

## Экологическая обстановка
Территория города Учалы и его окрестности загрязнены тяжелыми металлами: Cu, Pb, Cd, Zn, As, Se, Ba. Загрязнению подвержены все основные компоненты ландшафта — атмосфера, почвы, растительность, поверхностные воды. Концентрация тяжелых металлов превышает фоновые значения в снеге от 5 до 400 раз; в воде некоторых водоемов — в 10—10000 раз; в почве — в 2—30 раз; в растениях — от 2 до 25 раз. Загрязнение достигло уровня, представляющего определенную опасность для нормальной жизнедеятельности живых организмов. Превышение установленных норм ПДК на исследуемой территории составляет: в воде приотвальных водоемов — Zn — в 15400-51200 раз (ПДК рыбохозяйственных водоемов) и 31—102 раза (ПДК сточных вод); Cu — 1870—30370 и 374—6074 раза; Fe — 122—2528 и 12—25 раз; Cd — 172—342 и 1—1,7 раз; в почве (с учетом местного фона) — Cu — 1—10 (0,1—12) раз; Zn — 5—50 (0,5—3,3) раз; Pb — 1—20 (0,1—7) раз; Cd — 3,2—12 (0,0) раз. Максимальные концентрации Zn (>100·10−3) в подземных водах установлены в 2 км от северного окончания карьера Учалинского месторождения, а также в 2,2 км от горы Ташбиик и в районе сада № 7, где повышенное содержание Zn объясняется близостью хвостохранилища.
Неблагоприятным по распределению SO4 в инфильтратах снеговых проб является район вокруг карьера диаметром 3-5 км. Максимальные концентрации (>50·10−3 мг/л) установлены на северо-западном берегу озера Карагайлы и южном берегу озера Большие Учалы. От 30 до 50 в районе коллективных садов № 1, 2, 4, а также в районе хвостохранилища ГОКа.
В настоящее время от широкого загрязнения подземных вод тяжелыми металлами спасает депрессионная воронка Учалинского рудника, так как подземный сток токсичных вод из-под отвалов направлен к шахтам и горным выработкам. При полной остановке рудника и прекращении водоотлива возможно широкое загрязнение подземных вод.
Смертность от болезней нервной системы и заболеваний крови в Учалах выше, чем в контроле.

## Транспорт
В городе есть автотранспортное предприятие ГУП «Башавтотранс», автовокзал. Ближайший железнодорожный вокзал находится в селе Учалы. Железнодорожные пути проложены через наиболее крупные промышленные предприятия; УГОК и завод лесного машиностроения. Единственный городской автобусный маршрут разделён на № 1 и 2 в зависимости от направления. Также есть порядка 12—15 частных служб такси.
По решению Правительства Челябинской области и по согласованию с Правительством Республики Башкортостан с 01.01.2013 г. пригородные поезда № 6608/6607 сообщением Миасс-1 — Учалы — Миасс-1 были отменены, пассажирского железнодорожного движения в Учалах нет.

## Образование
Школы
- МБОУ «Башкирский лицей № 1 им. Зиганшина»;
- МБОУ «Средняя общеобразовательная школа № 2»;
- МБОУ «Лицей № 3»;
- МБОУ «Средняя общеобразовательная школа № 5»;
- МБОУ «Средняя общеобразовательная школа № 10»;
- ГБОУ «Учалинская специальная (коррекционная) общеобразовательная школа-интернат № 8».
- МБОУ «Башкирская Гимназия с. Учалы»

Другие учебные заведения
- Учалинский факультет (филиал) Башкирского государственного университета был открыт 16 октября 1999 года[38], расположен в здании бывшего завода лесного машиностроения.
- Учалинский колледж искусств и культуры.
- Учалинский колледж горной промышленности. Образован на базе вечернего рабочего техникума.

## Здравоохранение
Учреждения здравоохранения:
- Учалинская ЦГБ (поликлиника, терапевтический и хирургический стационар, родильный дом);
- Детский санаторий «Урал»;
- Профилакторий (ранее принадлежал ОАО «Учалинский ГОК»);

## Спорт

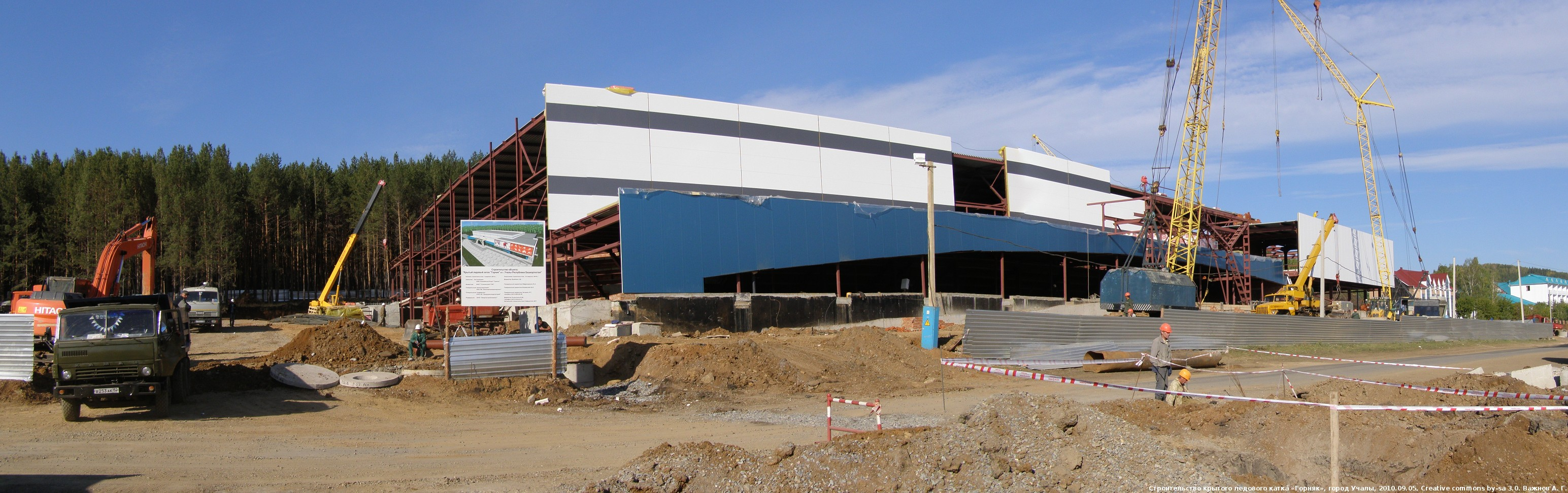
Строительство крытого ледового катка «Горняк»

Брендом спортивного движения Учалов был ФК «Горняк». 14 июля 2010 года в матче 1/16 финала Кубка России учалинцы победили московский «Локомотив» со счётом 1:0. К этому моменту «Локомотив» был двукратным чемпионом России, пятикратным обладателем Кубка России и двукратным обладателем Кубка СССР, занимал шестую строчку в таблице регулярного чемпионата страны. В 2013 году футбольный клуб «Горняк» расформировали и команда прекратила существование.
Хоккейный клуб «Горняк» играет в группе «Б» Молодёжной хоккейной лиги. Также с 2017 года ХК «Горняк» выступает в Высшей Хоккейной Лиге.
Основные спортивные сооружения города:
- стадион «Горняк» (подогреваемое искусственное покрытие) — домашний стадион ФК «Горняк»;
- ледовая арена «Горняк» (на 1500 зрителей) — домашняя арена ХК «Горняк»;
- бассейн (25 м) в доме детского и юношеского творчества (ДДЮТ);
- трасса мотокросса (одна из самых сложных в Башкортостане) — домашняя трасса команды мотокросса «Горняк»[40];
- Гребная база на пляже города

## Достопримечательности

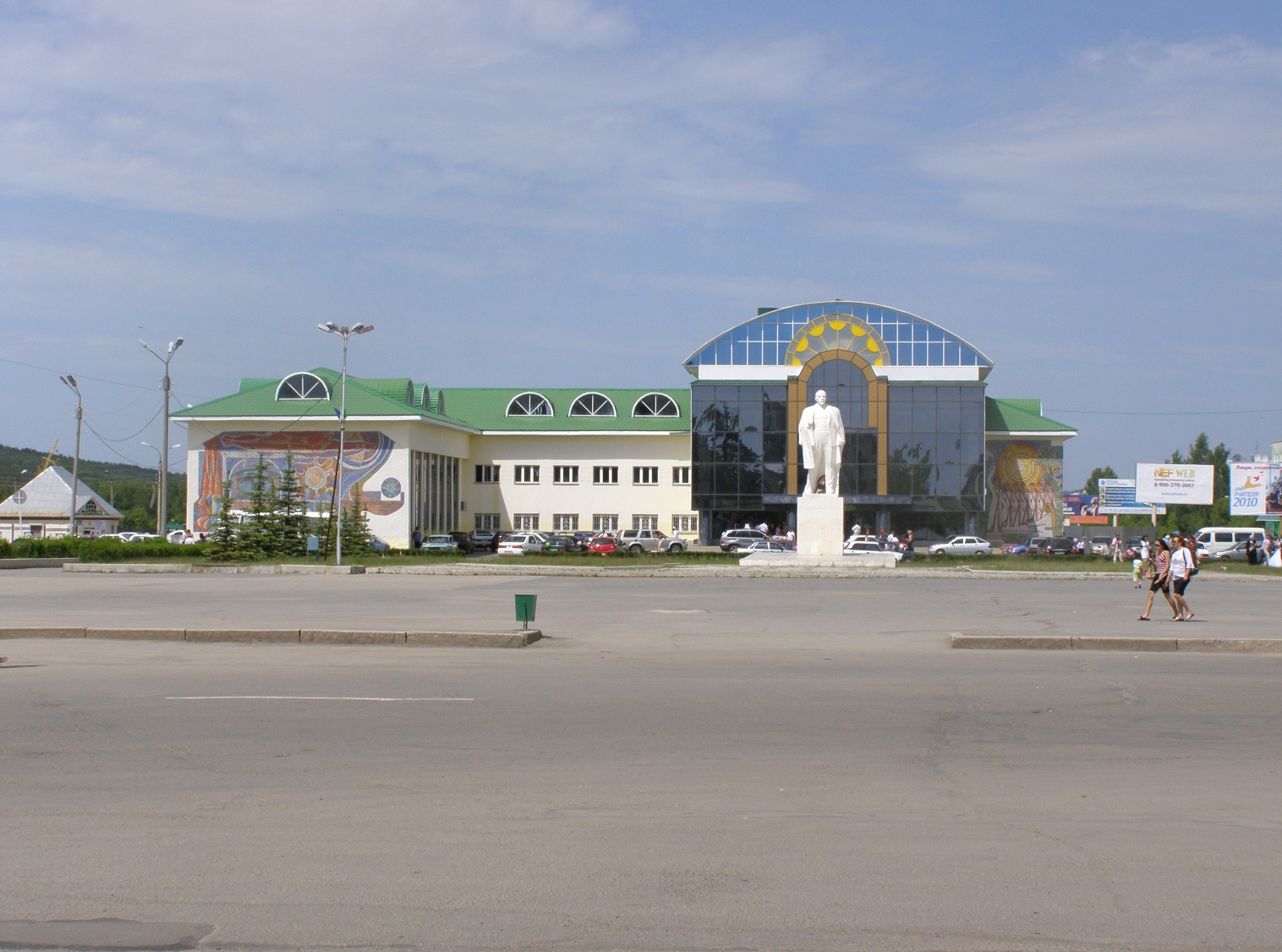
Площадь имени Ленина, филармония

- Историко-краеведческий музей открытый в 1962 году. Сначала музей существовал на общественных началах, а основой экспозиции была коллекция Мухиба Абдулловича Саитбурханова, учителя и общественного деятеля района. Музей тогда находился в селе Учалы и располагался в двух комнатах библиотеки. В 1975 году музей получает статус городского историко-краеведческий музея, уже позже становится филиалом республиканского музея[41].
- Карьер[42].
- Знак Европа-Азия[43]
- Гора Акбура[44] и озеро Калкан[45]. На берегу озера находится здание Калкановской паровой мельницы. По свидетельствам местных жителей, паровая мельница продолжала работать до конца прошлого века.

- Гора Калкан-тау[45].
- Ахуновские менгиры. Комплекс Ахуновские менгиры состоит он из 13 гранитных камней (менгиров) правильной четырехгранной формы, высотой не выше одного метра[46].
- Учалинский историко-краеведческий музей. Основан в 1975 году[47];
- Филармония. Ранее являлась домом культуры. В ней проводятся концерты, работают танцевальные коллективы, проводятся церемонии бракосочетания;
- Кинопарк «Яшма»;
- Парк культуры и отдыха;
- Ледовая арена «Горняк».

## Религия
Мечети:
- Учалинская соборная мечеть Нур;
- Мечеть имени Зайнуллы Ишана[48];
- Мечеть Юныс

Православные храмы:

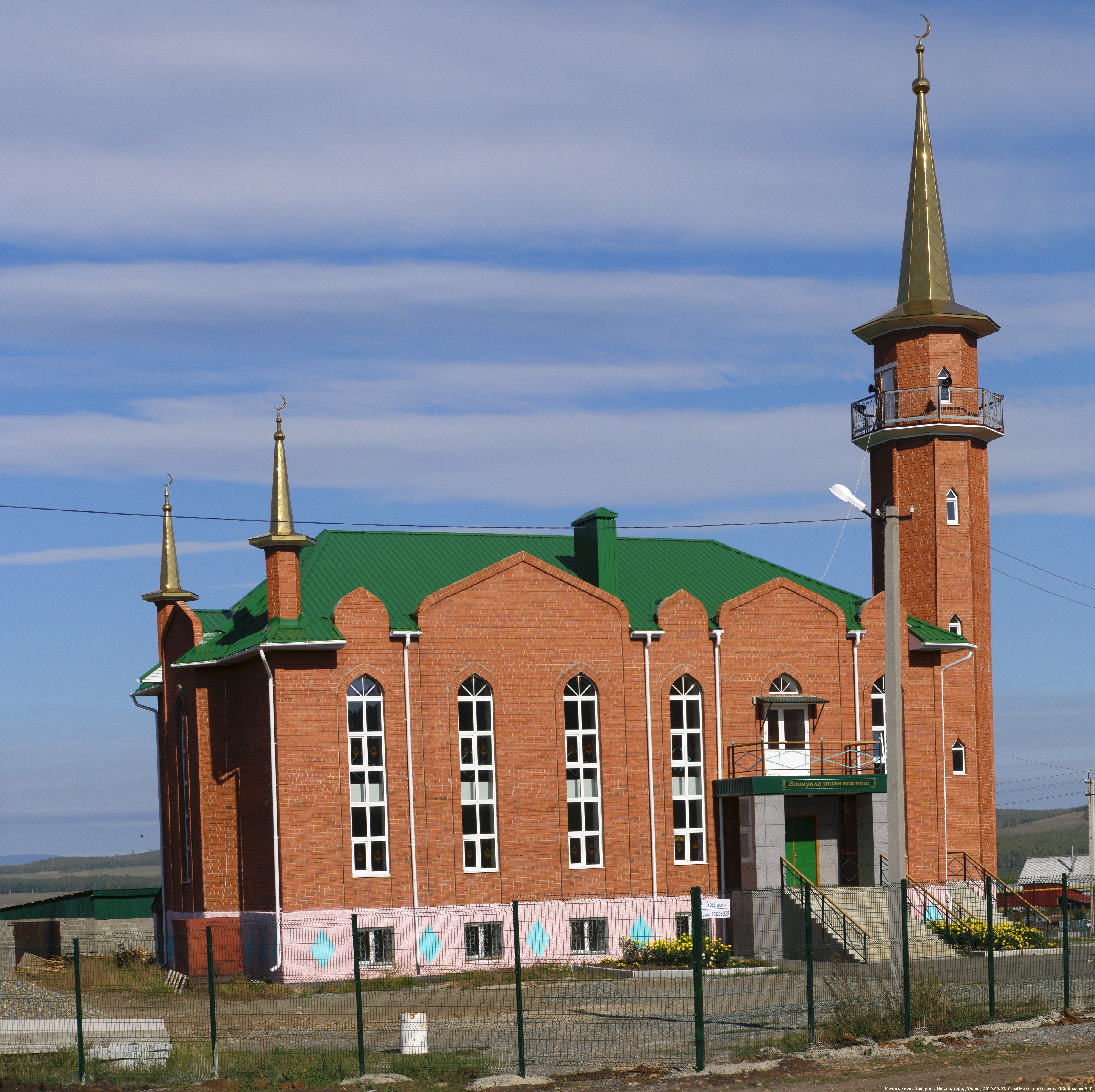
Мечеть имени Зайнуллы Ишана в городе Учалы

- Церковь иконы Божией Матери «Скоропослушица»;
- Свято-Пантелеимоновский храм[48].

Протестантские общины:
- Церковь адвентистов седьмого дня

## Памятники

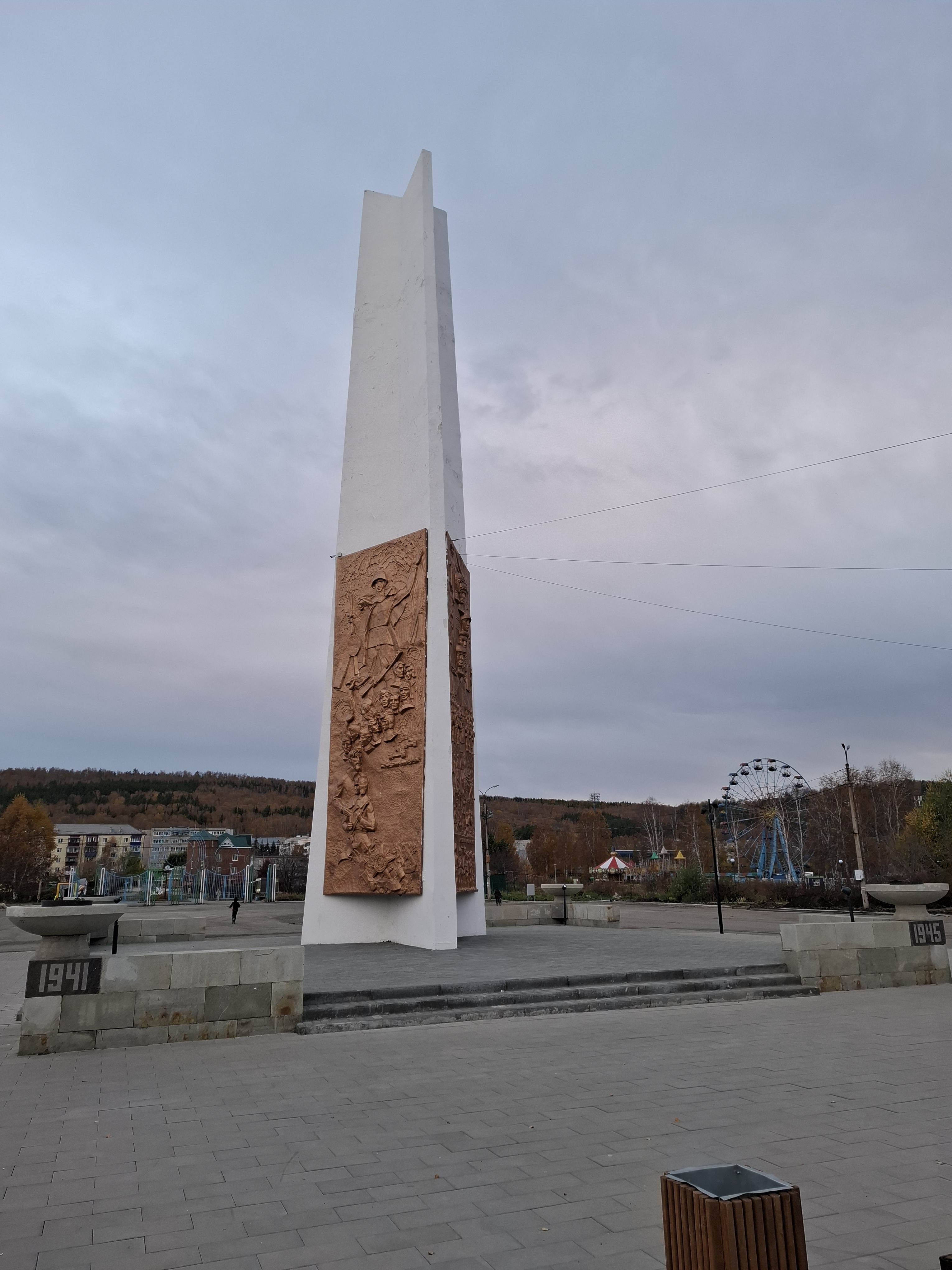
Стела горнякам, павшим в боях за Родину в 1941—1945 годах, октябрь 2024 года.

- Памятник В. И. Ленину на площади Ленина;
- Памятник погибшим воинам-интернационалистам и участникам локальных воин;
- Мемориал горнякам, павшим в боях за Родину в 1941—1945 гг.;
- Обелиск павшим землякам в боях в Великой Отечественной войне 1941—1945 гг.

## Средства массовой информации
- «Учалинская газета» (ранее «Серп и молот») — газета на русском языке;
- «Яик» — газета на башкирском языке.

## Учалы в топонимике
- Учалинская улица есть в Миассе, в Белорецке, Аскарове и Сибае[49]